# 1530

## Събития
- Рицарите Хоспиталиери се установяват на Малтийския архипелаг, където ще останат в продължение на 268 години.

## Родени
- Джанбатиста Бенедети, италиански учен
- 25 август – Иван IV, цар на Русия

## Починали
- 4 май – Никлас граф Салм, австрийски военен командир
- 28 или 29 ноември – Томас Уолси, архиепископ на Йорк